# Saint-Séglin
Saint-Séglin (auf Gallo Saent-Segelein, auf Bretonisch Sant-Sewenn) ist eine französische Gemeinde mit 600 Einwohnern (Stand 1. Januar 2022) im Département Ille-et-Vilaine in der Region Bretagne. Sie gehört zum Kanton Guichen im Arrondissement Redon. Die Bewohner nennen sich Séglinois.

## Geografie
Die Gemeinde Saint-Séglin grenzt im Norden an Maure-de-Bretagne, im Osten an Pipriac, im Süden an Bruc-sur-Aff und im Westen an Quelneuc. Das Siedlungsgebiet liegt durchschnittlich auf etwas mehr als 40 Metern über Meereshöhe. An der südlichen Gemeindegrenze verläuft der Fluss Combs.

## Bevölkerungsentwicklung
| Jahr                       | 1962 | 1968 | 1975 | 1982 | 1990 | 1999 | 2008 | 2013 | 2020 |
| Einwohner                  | 559  | 512  | 495  | 411  | 409  | 433  | 462  | 516  | 587  |
| Quellen: Cassini und INSEE |      |      |      |      |      |      |      |      |      |

## Sehenswürdigkeiten
- Pfarrkirche Saint-Séglin, Monument historique[1]
- Grundschule, ehemals katholische Schule aus dem frühen 20. Jahrhundert, Monument historique[2]
- Monumentalkreuz (Calvaire, wahrscheinlich aus dem 16. Jahrhundert), Monument historique[3]

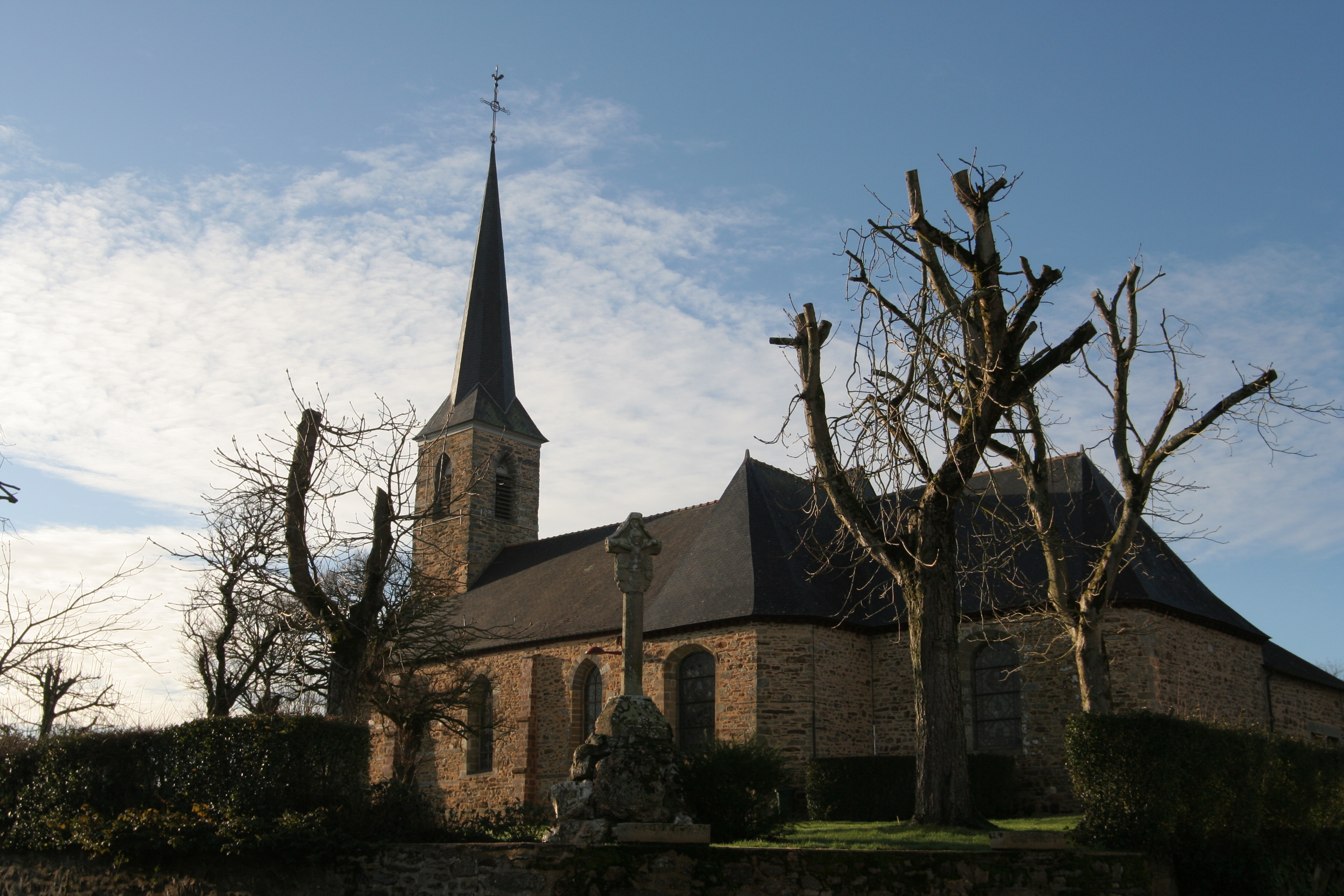
Kirche Saint-Séglin
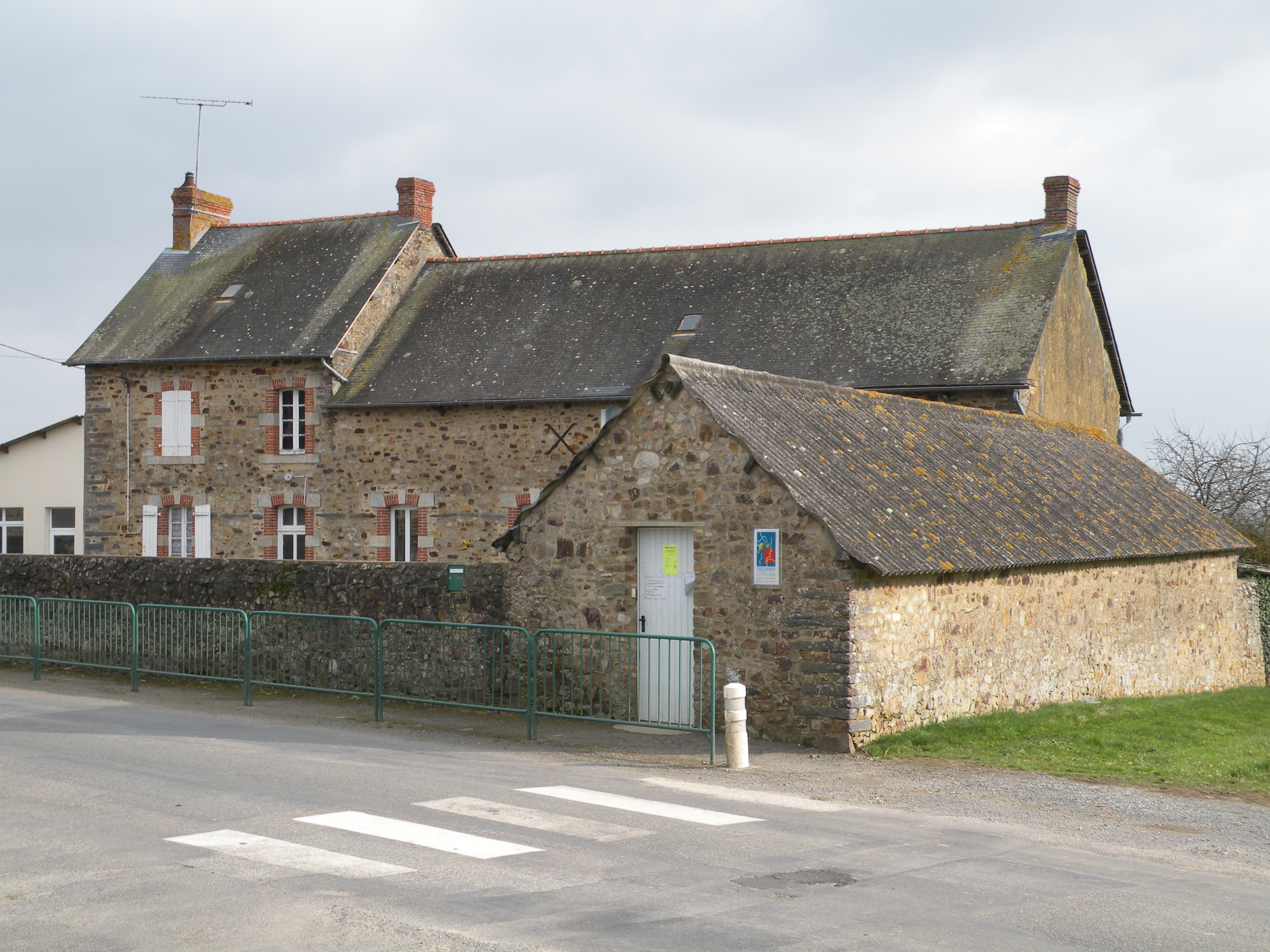
Grundschule
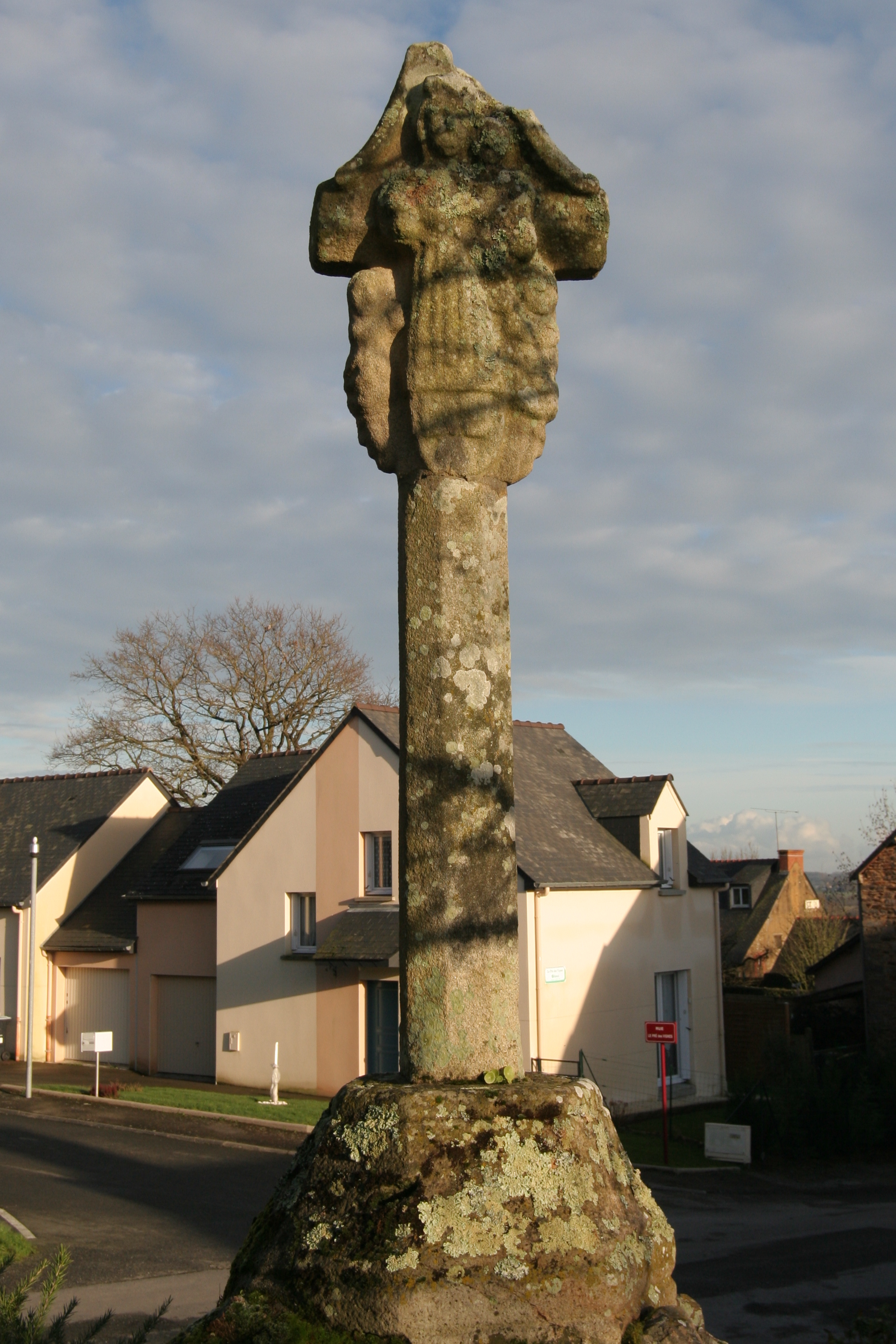
Monumentalkreuz

## Belege
1. ↑  Kirche auf www.pop.culture.gouv.fr (französisch)
2. ↑  Schule auf www.pop.culture.gouv.fr (französisch)
3. ↑  Monumentalkreuz auf www.pop.culture.gouv.fr (französisch)